# Церковь Феодора Стратилата на Ручью
Церковь Феодора Стратила́та «на Ручью́» (на Фёдоровой улице) — недействующий православный храм в Великом Новгороде 1360—1361 годов постройки. Классический памятник новгородского зодчества и один из выдающихся памятников архитектуры средневекового Новгорода.
Расположен на перекрёстке Андреевской улицы и улицы Фёдоровский ручей. Памятник архитектуры музеефицирован (часть Новгородского музея-заповедника) и открыт для посещения.
Церковь Федора Стратилата на Ручью изображена на памятной монете Банка России номиналом 3 рубля, выпущенной в 2009 году в рамках серии «Россия во всемирном, культурном и природном наследии ЮНЕСКО».

## История
Церковь заложена в 1360 году по указу новгородского посадника Семёна Андреевича на берегу ручья. Ручей упоминается в летописи под 6613 [1105] как Плотницкий. Позднее стал Фёдоровским. Строительство закончено в течение года. На протяжении нескольких веков церковь была приходской для Федоровой улицы Плотницкого конца.
В 1910—1912 годах храм был полностью отреставрирован, восстановлен фресковый ансамбль ХIV столетия, открыты несколько композиций на фасадах, заново пробиты заложенные кирпичом окна. В 1950-х годах по руководство Любови Шуляк проведена полная реставрация фасадов, повреждённых во время войны, с восстановлением трёхлопастного завершения и первоначального декора.
В 1954 году при прокладке дороги Москва—Ленинград Фёдоровский ручей был засыпан. Сегодня церковь располагается на левой стороне улицы Фёдоровский ручей. Верх колокольни XVII века также был повреждён во время боевых действий 1940-х годов, позднее восстановлен.

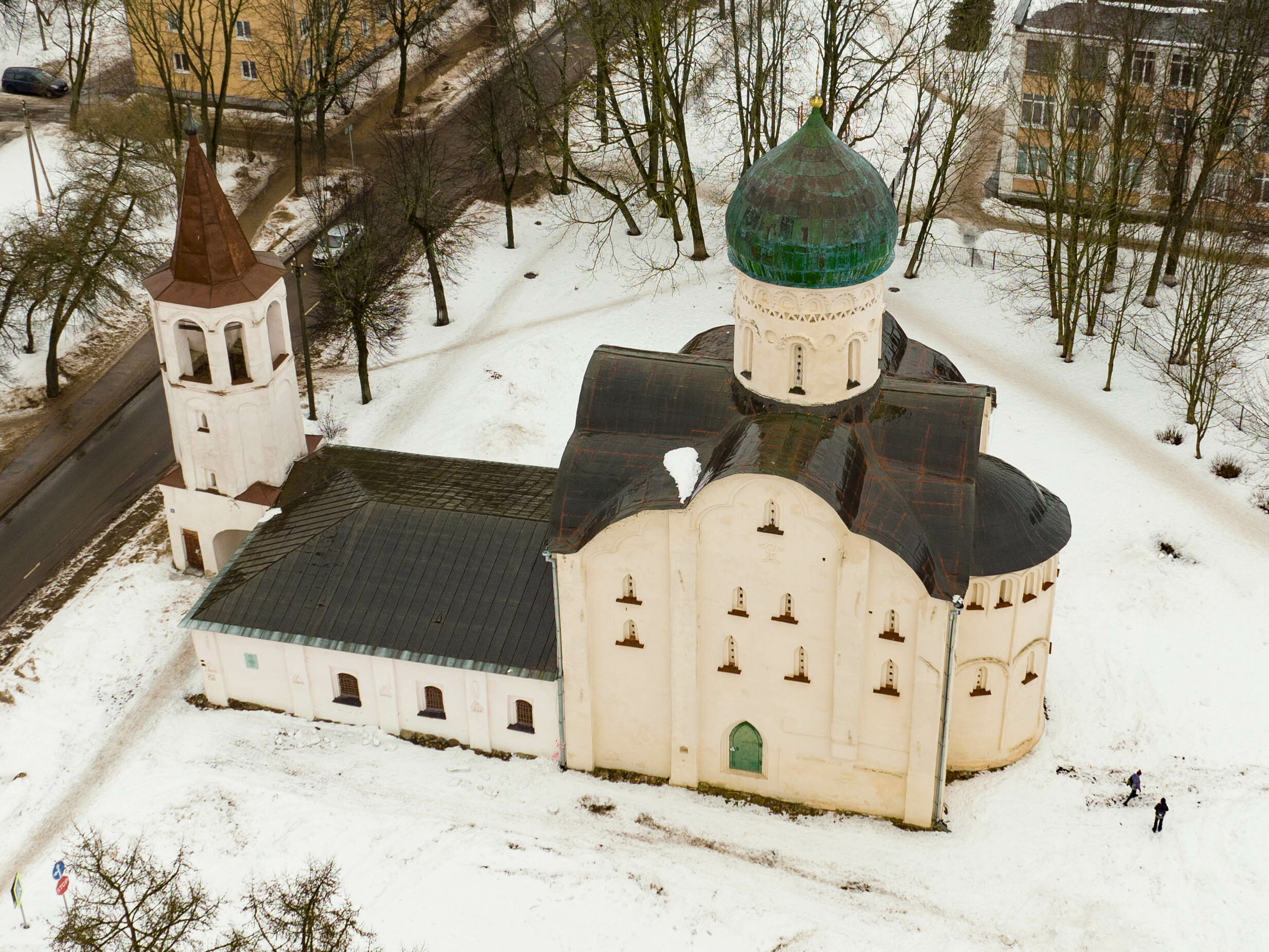
Вид на церковь и колокольню с дрона, 2022 год

## Архитектура

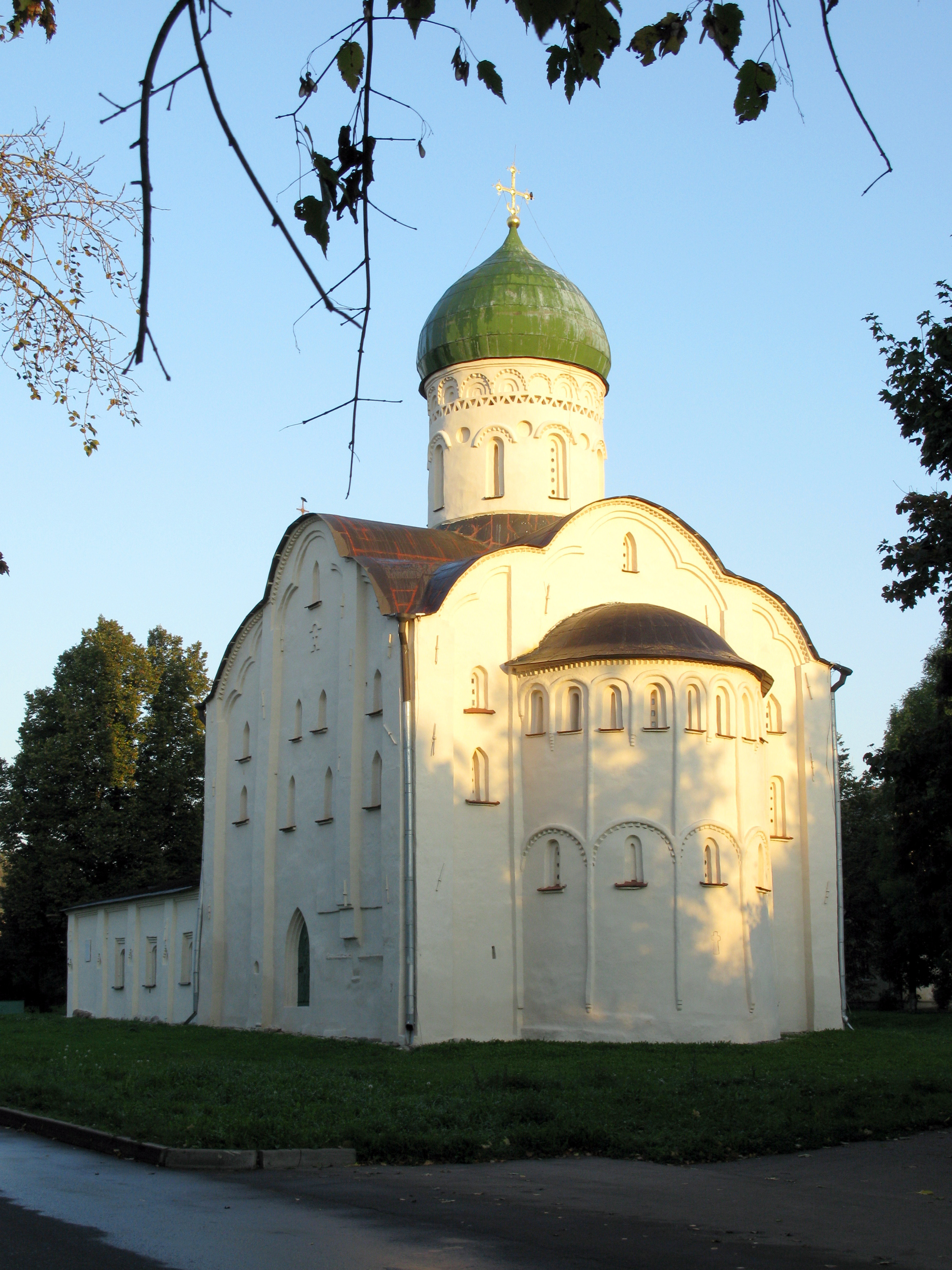
Храм в 2010 году.

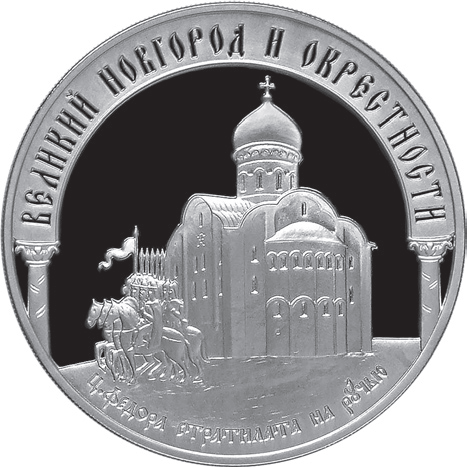
Юбилейная монета Банка России с собором, 2009 год

Здание церкви — четырёхстолпная одноглавая постройка кубического типа. На фасаде, особенно на барабане и апсидах, немало декоративных элементов. Некоторые ниши фасада ранее были украшены фресками. По замыслу Семёна Андреевича, постройка должна была служить ещё и как каменный сундук-сейф. С западной стороны к церкви примыкает пристройка и колокольня, построенные в XVII веке.
Церковь Феодора Стратилата на Ручью стала эталоном для новгородских зодчих последующих поколений.

## Фресковая живопись

Фёдоровский ручей с церковью Фёдора Стратилата на фото 1930-х гг.

Фресковая роспись церкви датируется примерно второй половиной XIV века. Она сохранилась, хоть и фрагментарно, но на всех стенах, сводах и арках храма. В 1910 году роспись была освобождена от побелки. Её художественное значение исключительно. От традиционного новгородского стиля она отличается тем, что выполнена в красно-коричневых тонах. Это роднит её с фресками известной церкви Спаса на Ильине улице, которая была расписана Феофаном Греком.
Многие персонажи стратилатовских фресок имеют сходство с персонажами живописи церкви Спаса на Ильине. Некоторые второстепенные детали буквально повторяются в росписях этих церквей.
В композиции и отдельных фигурах росписи Федора Стратилата чувствуется значительное влияние византийского искусства XIII—XIV веков.

## Граффити
На стенах церкви учёные прочитали большое число средневековых граффити, многие из которых носят шутливый характер:
- «Не шуметь, ходите тихо»
- «Пойду бобром возле реки» (пять раз)
- «А се поют на полатях у святого Покрова»
- «Сава со мной шел с торгу, бил мене, я написал»

Надпись «Поповы священницы уклоняйтесь от пьянства» повторена несколько раз.